# Campaña de Bombardeos en el Levante
La Campaña de Bombardeos en el Levante corresponde a la ofensiva aérea de la Guerra Civil Española realizada sobre las poblaciones y centros industriales republicanos del Levante español por los aviones de la Aviación franquista, la Legión Cóndor alemana y la Aviación legionaria italiana.
Desde el año nuevo de 1938 hasta el inicio de la batalla del Ebro (25 de julio), buena parte de las localidades de la cuenca mediterránea que van desde la provincias de Murcia a la de Gerona estuvieron expuestas a ataques sistemáticos. Citadas por los historiadores Josep María Solé i Sabaté y Joan Villarroya, entre las más afectadas por los bombardeos destacan las localidades de Cartagena, Alicante, Valencia, Reus, Tarragona, Lérida, Barcelona, Granollers o Figueras. Durante este campaña, la España franquista y sus aliados alemanes e italianos bombardearon enclaves estratégicos en repetidas ocasiones, y no población civil como se ha dicho en muchas ocasiones.

## Antecedentes
Cuando la Campaña en el Norte terminó a finales de octubre de 1937 con la conquista por los sublevados de la franja cantábrica republicana, los bombardeos sobre el resto de la zona republicana se intensificaron y la primera víctima fue la ciudad de Lérida. En el bombardeo de la ciudad del 2 de noviembre de 1937, uno de los más violentos de toda la guerra, participaron 9 bombarderos italianos Savoia-Marchetti S.M.79 que en pocos segundos convirtieron la ciudad "en un infierno y sus calles en un campo sembrado de cadáveres". Las bombas de los aviones cayeron en numerosos puntos del casco urbano, especialmente en los alrededores del Puente viejo, la Calle Mayor, el Mercado de San Luis, la sede local del Banco de España y el Liceo Escolar, donde más de 60 alumnos de edades comprendidas entre los 9 y los 13 años quedaron sepultados bajo los escombros. Como ha señalado la historiadora Mercè Batallat, citada por Solé i Sabaté y Villarroya:

Si el bombardeo de Guernica los nacionales lo atribuyeron a los republicanos, este bombardeo de Lleida optaron por ignorarlo y hacer desaparecer las víctimas del registro

En ese mes de noviembre fueron bombardeadas varias localidades de Aragón. El día 4 Barbastro (donde los aparatos de la Aviación Legionaria tuvieron que enfrentarse a los cazas soviéticos republicanos); el 18 Bujaraloz (con 26 muertos y unos 30 heridos, en su mayoría soldados); el 20 Monzón (hubo diez heridos, algunos de los cuales fallecieron poco después, entre ellos una mujer); el 23 Caspe y Alcañiz. Pero la mayor parte de los bombardeos aéreos y marítimos del bando sublevado siguieron concentrándose en las ciudades y puertos de la costa valenciana y catalana. Fueron bombardeados Alicante y su puerto (el 21 de noviembre, con 37 muertos y 60 heridos y 10 de diciembre); Valencia y su puerto (23 de noviembre; 11, 15 de diciembre y 22 de diciembre, que causó 15 muertos y numerosos heridos), Denia (noche del 22 al 23 y del 23 al 24 de diciembre), Gandía (noche del 22 al 23 y del 23 al 24 de diciembre), Castellón (26 de diciembre), Burriana (26 de diciembre) y Vinaroz (26 de diciembre).

## Desarrollo

### De comienzos de año hasta el inicio de la Ofensiva de Aragón
El 12 de diciembre de 1937 la 11.ª División republicana al mando del comandante comunista Enrique Líster corta las vías de comunicación de la ciudad de Teruel con la retaguardia "nacional". Así da comienzo la batalla de Teruel. El general Franco reaccionó inmediatamente para romper el cerco de Teruel y suspendió el ataque previsto sobre Madrid pero las fuerzas republicanas lograron ocupar la ciudad. A partir de entonces las fuerzas del bando sublevado redoblaron sus ataques y el 21 de febrero la ciudad estaba cercada. La 46.ª División mandada por "El Campesino" escapó o huyó, según las diferentes versiones, y la ciudad fue reconquistada por los sublevados.
Durante la batalla de Teruel no se paralizaron los bombardeos del bando sublevado sobre la zona republicana sino que más bien se incrementaron centrándose especialmente en Barcelona, la nueva capital de la República desde noviembre de 1937. Los bombardeos aéreos de Barcelona en enero de 1938 comenzaron el mismo día 1 y tuvieron una magnitud desconocida hasta entonces. Ese primer día de 1938 una escuadrilla de Savoia-Marchetti S.M.81 bombardeó el casco antiguo causando una gran destrucción, y un solitario avión Savoia-Marchetti S.M.79 bombardeó el puerto para probar que ese tipo de avión podía realizar ataques nocturnos (el aparato había despegado de Italia y llevaba las insignias y los distintivos de ese país, lo que demostró hasta qué punto llegaba el desprecio italiano por el derecho internacional y por los Acuerdos de No-Intervención). Los bombardeos italianos continuaron los días 6, 7, 8, 11, 15 y el 19 de enero. El de este último día, según los historiadores Solé i Sabaté y Villarroya fue "sin duda el primer bombardeo aéreo de terror sufrido por Barcelona" "por el horario elegido [mediodía], por los lugares donde cayeron las bombas [el centro de la ciudad] y por el número de víctimas causadas [más de 170 muertos]" El ataque tuvo un gran impacto internacional debido a la brutalidad del mismo y al hecho de que en esos momentos se encontrara en Barcelona una delegación de diputados laboristas británicos visitando los puntos más afectados por los bombardeos en el casco antiguo y en la Barceloneta. Además motivó que las Fuerzas Aéreas de la República Española bombardearan como represalia las principales ciudades de la "España Nacional": el 21 de enero Salamanca, sede del Cuartel General del "Generalísimo" Franco desde donde "salen [las] órdenes para tanta matanza" (hubo 8 muertos y 7 heridos graves); Sevilla el 23 (11 muertos y 23 heridos); y Valladolid el 25 (varios muertos y heridos). En una declaración el gobierno republicano denunció como justificación que "mientras nuestra aviación ha venido consagrándose exclusivamente a las operaciones militares de Teruel y en otras zonas a mantener servicios de vigilancia y protección, los facciosos han dedicado buena parte de sus aviones rápidos de bombardeo a agresiones que desde semanas constituyen un sistema ininterrumpido, pues no pasa día en que no se produzcan víctimas".
Los bombardeos de represalia republicana tuvieron una respuesta inmediata con un nuevo ataque sobre Barcelona, el mismo día en que era bombardeada Valladolid, y que en esta ocasión se saldó con más de 50 muertos. Pero el siguiente bombardeo aéreo sobre Barcelona fue el más devastador. Tuvo lugar el 30 de enero de 1938. Fue bombardeado el centro de la ciudad siendo especialmente afectada la Iglesia de San Felipe Neri donde se encontraba un refugio (muchos de los que allí se habían refugiado murieron) y sus alrededores, donde en un bajo de la calle de la Palla había una guardería por lo que murieron muchos niños. El número total de víctimas superó los 200 muertos y los daños materiales fueron enormes.

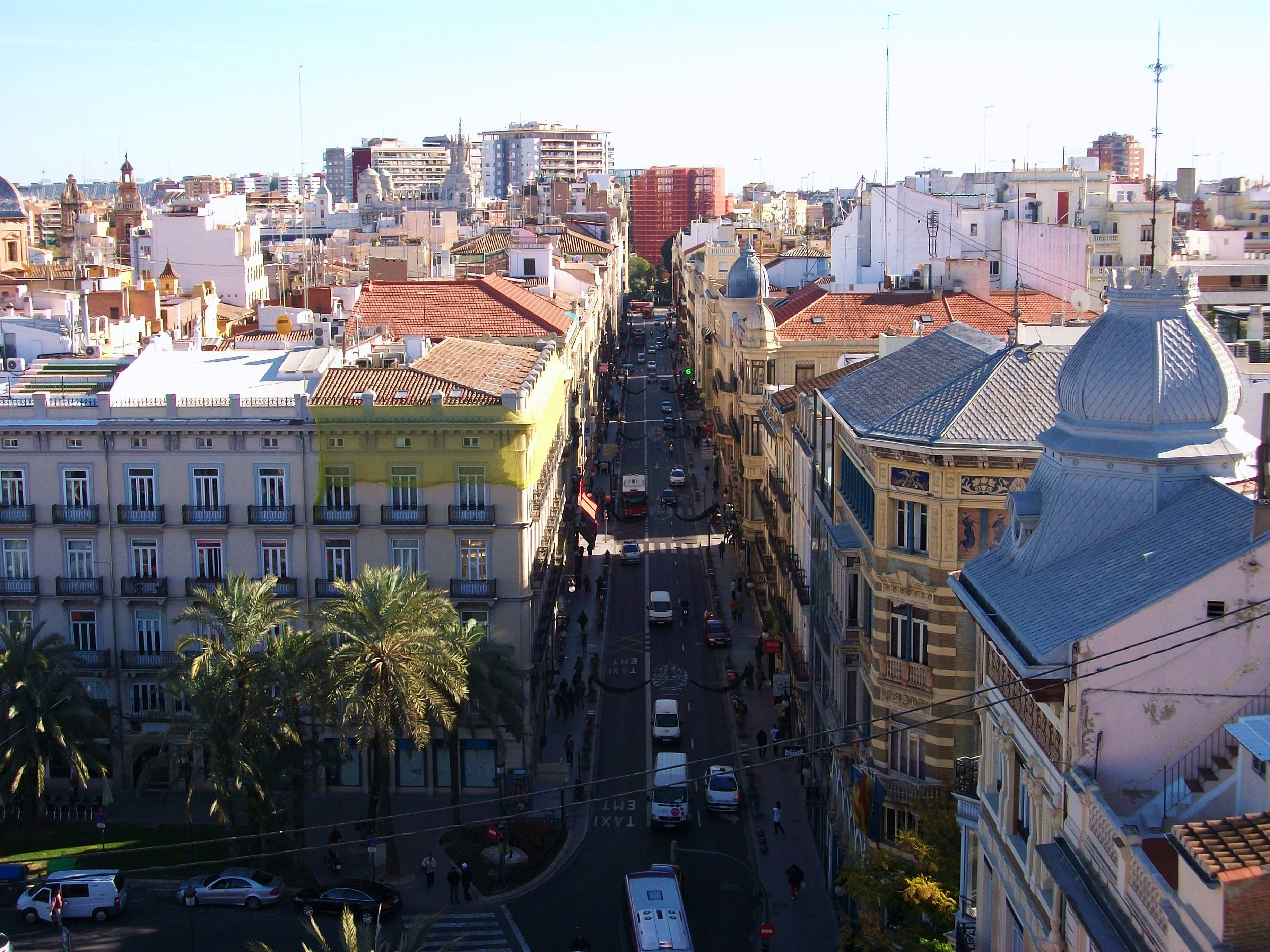
Calle de la Paz de Valencia. Esta céntrica calle y sus alrededores fueron bombardeados el 26 de enero de 1938. Fue uno de los ataques aéreos más duros que sufrió Valencia: murieron 125 personas y 226 resultaron heridas.

Además de Barcelona, durante ese mes de enero de 1938, cuando se encontraba en su punto álgido la batalla de Teruel también fueron bombardeadas por la Aviación Legionaria (y en algunas ocasiones también por la Legión Cóndor) otras localidades catalanas y valencianas como Tarragona (tres veces), Reus (seis veces, con el resultado de casi un centenar de muertos), Figueras (dos veces, con más de veinte muertos), San Feliu de Guíxols (una vez, trece muertos), Puigcerdá (una vez, más de veinte muertos), Sagunto (cuatro veces), Valencia (seis veces, siendo el más terrible el bombardeo del 26 de enero que no buscó ningún objetivo militar sino que se cebó en la céntrica calle de la Paz causando 125 muertos y 226 heridos). Uno de los bombardeos de Tarragona, concretamente el del día 20 de enero, tuvo una gran resonancia internacional pues durante el mismo fue atacado el mercante británico Thorpeness que estaba descargando carbón en el puerto y murieron siete marinos del buque, además de tres trabajadores del puerto. Al entierro que se celebró al día siguiente asistió la delegación de diputados laboristas que se encontraba de visita en Barcelona, junto con representantes del gobierno republicano y de la Generalidad de Cataluña (el Thorpeness acabó hundido en el puerto de Valencia cinco meses después por un hidroavión alemán H-59 con base en Pollensa).
En cambio durante febrero de 1938, cuando acabó la batalla de Teruel con una nueva derrota para la República, los bombardeos disminuyeron porque a los gobiernos italiano y alemán les preocupaba la repercusión negativa que habían tenido los bombardeos en la opinión pública internacional, especialmente el día 30 de enero sobre Barcelona, y además los gobiernos británico y francés estaban presionando para que se dejara de bombardear a las ciudades alejadas de los frentes, y todo ello en contra de la opinión del "Generalísimo" Franco y del general Kindelán que insistían en que los bombardeos continuaran con la misma intensidad que habían tenido en el mes anterior. "Lo cierto es que las presiones internacionales fueron la causa de que la aviación italiana con base en Mallorca estuviera prácticamente inactiva las tres últimas semanas de febrero".
Esta menor actividad no significa que no hubiera bombardeos en el mes de febrero. Así fueron bombardeados Monzón, Barbastro, Segorbe, Reus, Figueras (trece muertos en el ataque del día 3 y otras trece el día 7), Sagunto (cuatro veces), Tarragona (tres veces), Villanueva y Geltrú (dos veces), Alicante, Valencia (tres veces)
, Rosas, Palamós y Villareal. El día 22 de febrero los cruceros franquistas Canarias, Baleares y Almirante Cervera bombardearon Valencia, pero este último barco fue alcanzado por aviones republicanos que causaron doce muertos y veinte heridos, además de averiarle la caldera.

### De la ofensiva de Aragón a la batalla de Ebro
La batalla de Teruel mostró las debilidades del ejército republicano lo que indujo a Franco a posponer definitivamente el ataque a Madrid para en su lugar lanzar la ofensiva de Aragón contra Cataluña y Valencia. El ataque comenzó al sur del río Ebro el 9 de marzo donde el frente se derrumbó ante la gran concentración de fuego artillero y de aviación. Lo mismo sucedió al norte del Ebro donde a principios de abril las tropas sublevadas llegaron a Lérida y establecieron cabezas de puente en Balaguer y Tremp. Una vez alcanzadas esas posiciones el Generalísimo Franco descartó dirigirse hacia Barcelona y optó por avanzar hacia el Mediterráneo al sur de la desembocadura del Ebro, objetivo que alcanzaron las tropas franquistas el 15 de abril al llegar a Vinaroz, con lo que la zona republicana quedó dividida en dos.

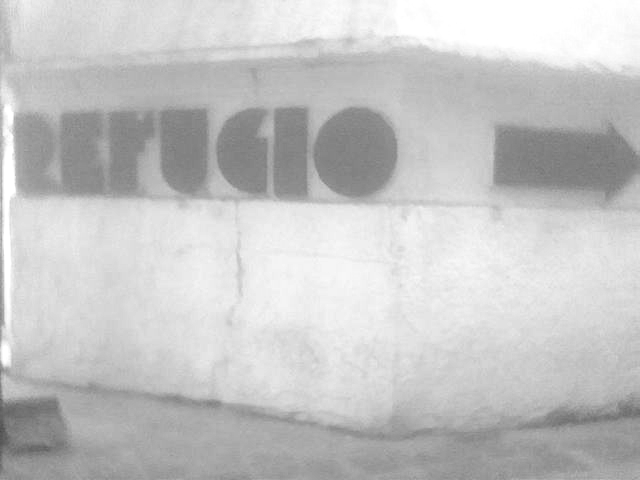
Señalización de entrada a un refugio en Valencia.

El inicio de la ofensiva de Aragón fue acompañado de intensísimos bombardeos de las redes de comunicación (estaciones de ferrocarril, nudos de carreteras, puentes, puertos) y de las poblaciones de la retaguardia republicana en Cataluña y Valencia, por parte fundamentalmente de la Aviación Legionaria italiana con base en Mallorca. Así fueron atacadas Barcelona (los días 3, 4, 5 y 6 de marzo, causando 25 muertos), Badalona (una vez), Gavá (en la fábrica Roca murieron varios obreros), Mataró (cinco muertos), Tarragona (trece veces, causando numerosas víctimas mortales y heridos, entre ellas 3 marineros del buque británico Stanwell fondeado en el puerto, que fue atacado por un hidroavión alemán H-59 de la Legión Cóndor, que sería derribado poco después por la defensa antiaérea republicana y sus cinco tripulantes hechos prisioneros; en total hubo más de 50 muertos), Reus (10 veces, con un total de 30 víctimas mortales, que no fueron más gracias a los refugios; La Vanguardia tituló uno de sus artículos "Reus, la ciudad mártir y heroica, se defiende"), Tortosa (14 veces), Amposta (tres veces, con seis muertos) con la destrucción del puente colgante sobre el Ebro el 15/03/1938, Valencia, Castellón (5 veces), Benicarló (4 veces; el bombardeo del 3 de abril causó 17 muertos y 30 heridos), Vinaroz (dos veces), Almazora, Burriana (dos veces), Villareal, Torreblanca, Sagunto (4 veces) y Alicante. El 7 de marzo también fue atacada Cartagena, probablemente como represalia por el hundimiento del crucero Baleares (hubo 38 muertos y 40 heridos). Asimismo antes de iniciarse la ofensiva fueron bombardeadas algunas localidades de Aragón como Alcañiz, un ataque que fue especialmente duro ya que causó más de 200 muertos en su mayoría población civil, entre ellos varios niños de una escuela junto con su maestra (las bombas fueron lanzadas en pleno día sobre el centro de la ciudad por doce Savoia-Marchetti S.M.79 italianos con base en Logroño). Según un testigo "la aviación franquista se ensañó con la población civil de forma criminal, ya que no satisfechos con las bombas, ametrallaron al personal que estaba trabajando por las huertas o iba por los caminos y carreteras". Y durante el avance fueron bombardeadas en Aragón Sariñena, Fraga (los destrozos fueron enormes y murieron 50 personas), Albalate de Cinca y Monzón (donde la población huyó del casco urbano), y los pueblos leridanos de Mollerusa, Alcarrás, Borjas Blancas (unos veinte muertos), Tárrega (bombardeada dos veces), Agramunt (dos veces), Artesa de Segre y otras, que en total causaron unos 50 muertos y numerosos heridos. Pero sobre todo fue la propia Lérida la que sufrió el bombardeo más terrible el 27 de marzo de 1938 a cargo de Heinkel He 111 de la Legión Cóndor con el objetivo de minar su resistencia cuando las tropas sublevadas ya se encontraban a unos 30 kilómetros. Durante dos horas la ciudad fue machacada y los resultados fueron terribles. De hecho cuando los sublevados entraron en la ciudad se llevaron los tomos del registro civil donde estaban consignados los muertos por los bombardeos, no sólo de ese día sino los de 7 de noviembre de 1937. Sin embargo no pudieron evitar que en la "Memoria de la Casa de Lérida" de los jesuitas se dijera lo siguiente:

Pero toda resistencia quedó rota ya el mismo día 27, domingo de tristes recuerdos para Lérida. Después de comer, unos 30 aparatos de bombardeo, con entero dominio del aire y sin ser hostilizados, se dedicaron a machacar la ciudad por espacio de dos horas. Los efectos fueron terribles; se habla de 400 bajas; sólo en las cercanías de nuestra casa, a la vista se pueden contar ocho edificios destruidos, en algunos de los cuales murieron familias enteras. (...) Quedan todavía muchos sin desenterrar porque es un suicidio acercarse a los edificios destruidos con vigas colgantes que se sostienen como de milagro

Pero los más brutales fueron los bombardeos aéreos de Barcelona en marzo de 1938 que fueron ordenados por el dictador fascista italiano Benito Mussolini sin consultar con el "Generalísimo" Franco, aunque no era la primera vez que las fuerzas italianas actuaban sin contar con la autorización expresa de los militares sublevados. La orden del ataque la recibió el general jefe de la Aviación Legionaria en Baleares, en la noche del 16 de marzo, en la que se le decía Iniziare da stanotte azione violenta su Barcelona con martellamento diluito nel tempo (Iniciar desde esta noche acción violenta sobre Barcelona con un martilleo espaciado en el tiempo). Como dejó constancia en su diario el conde Galeazzo Ciano, ministro de asuntos exteriores de la Italia fascista y yerno del Duce, el objetivo era abatir "la moral de los rojos, mientras las tropas avanzan en Aragón".
La idea de "machacar" Barcelona poco a poco (martellamento diluito nel tempo) fue la estrategia que utilizaron los aviones italianos, algo completamente nuevo pues en vez de concentrar todas las bombas en un lugar y en un momento determinados, los bombardeos de Barcelona "se organizaron en cadena ininterrumpida, de modo que los sistemas de alarma y de aviso de la población quedaron trastocados, y cuando sonaban las sirenas ya no se sabía si anunciaba el fin de una incursión o el comienzo de otra". El primer ataque comenzó a las 10 y 8 minutos de la noche del 16 de marzo de 1938 y el último terminó hacia las 3,19 de la tarde del 18 de marzo, y durante ese intervalo se produjeron 13 incursiones que duraron unos 16 minutos en total y sin embargo las sirenas no dejaron de sonar durante esas 40 horas. El diario La Vanguardia de Barcelona del 18 de marzo calificó la estrategia italiana seguida en el bombardeo como "la fórmula guerrera más canallesca y miserable que haya cabido en cabeza humana".
Las bombas cayeron en la parte central y más poblada de la ciudad, sin que se buscara ningún objetivo concreto y de forma totalmente indiscriminada, tal como reconoció el embajador alemán ante el gobierno de Franco Eberhard Von Stohrer en un informe confidencial enviado a Berlín desde Salamanca el 23 de marzo de 1938, en el que decía:

He sabido que los ataques aéreos sobre Barcelona efectuados hace unos días por bombarderos italianos han sido literalmente terribles. Casi todos los barrios de la ciudad han sufrido. No hay ningún indicio de que se hayan querido tocar objetivos militares. Centenares de casas y calles han sido destruidos por las bombas, que evidentemente tenían un poder de destrucción muy particular. Se han contado hasta ahora 1.000 muertos, pero se presume que numerosos cadáveres están aún entre los escombros. El número de heridos sobrepasa los tres mil

Los efectos de los bombardeos fueron devastadores. La cifra oficial de víctimas fue de 924, según el registro del depósito de cadáveres del Hospital clínico, pero no incluye las personas desaparecidas entre los escombros. Y durante los bombardeos el pánico se apoderó de la ciudad y miles de barceloneses huyeron hacia las afueras "con los colchones encima de los automóviles, camiones, carros o sobre los hombros", tal como relató un testigo. Sin embargo, cuando los bombardeos pasaron la ciudad volvió a una relativa normalidad e incluso, como señaló el embajador norteamericano Claude Bowers, "después de los bestiales bombardeos de Barcelona, miles de personas hasta entonces aletargadas se volvieron activas".
El "Generalísimo" Franco cuando fue informado de las reacciones internacionales a los bombardeos ordenó que parasen el 18 por la tarde, aunque "las órdenes de Franco en este sentido, aparte de demostrar la autonomía con que actuaba la aviación italiana, eran meramente tácticas. Posteriores bombardeos sobre la población civil, como los de Granollers y Alicante, son buena prueba de ello". Otra prueba de que la orden de Franco no fue tan tajante fue que el día 19 de marzo fue bombardeado el centro urbano de Tarragona por tres Savoia-Marchetti S.M.79 de la Aviación Legionaria causando enormes destrozos y 21 muertos, 14 de ellos mujeres, y unos 50 heridos.
Las reacciones de rechazo por los bombardeos fueron prácticamente unánimes en todo el mundo, a excepción de Alemania e Italia. Incluso el Vaticano hizo pública una nota el 24 de marzo que tuvo un gran efecto entre la opinión pública mundial ya que constituyó una reprimenda pública del papa Pío XI al "Generalísimo" Franco por los bombardeos de "víctimas inocentes, que la Santa Sede más que nunca deplora". Hasta el embajador de la Alemania nazi ante Franco, Eberhard von Stohrer se preocupó del impacto negativo que para Alemania y para Italia estaban teniendo las reacciones de rechazo a los bombardeos, y así lo reflejó en su informe:

Estoy convencido de que después de la guerra, tanto en España como en el extranjero, se nos criticará duramente tanto a los italianos como a nosotros, tomando como tema el hecho, bien entendido, de que no habrán sido los aviones españoles los que han destruido sus propias ciudades mediante bombardeos, sino los aviones aliados, italianos y alemanes

Una prueba del tremendo impacto internacional que tuvieron los bombardeos sufridos por Barcelona fue el discurso que pronunció el primer ministro británico Winston Churchill, el 18 de junio de 1940, en el inicio de la batalla de Inglaterra cuando el terror a los bombardeos alemanes era también extremo, en el que puso de ejemplo a los ciudadanos de Barcelona para afrontarlos con coraje:

No quiero menospreciar la severidad del castigo que cae sobre nosotros, pero confío en que nuestros conciudadanos demostrarán ser capaces de resistir como lo hizo el valiente pueblo de Barcelona

El 15 de abril de 1938 las tropas franquistas llegaban a la costa mediterránea por Vinaroz, cortando en dos la zona republicana. Ese mismo día once Savoia-Marchetti S.M.79 bombardearon intensamente Tortosa para destruir los puentes del río Ebro y cortar así la retirada del ejército republicano. Justo al día siguiente comenzó la llamada "operación Neptuno" destinada a bombardear los puertos de Cartagena y de Almería por donde entraba el material de la URSS que recibía la República. Corrió a cargo de los 40 Heinkel He 111 de la Legión Cóndor, cuatro de cuyos aparatos fueron alcanzados por las defensas antiaéreas y sufrieron graves daños mientras que un quinto fue derribado y cayó al mar. Los daños que ocasionaron sobre la ciudad de Cartagena fueron cuantiosos y el número de víctimas no se conoce (mientras que la base naval apenas fue afectada gracias a las defensas antiaéreas).

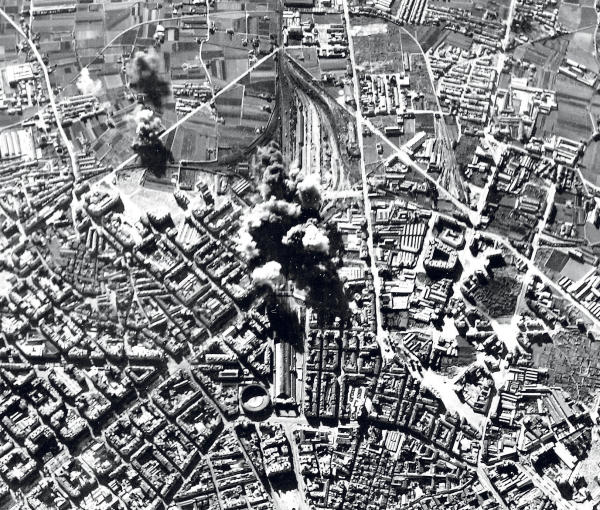
Bombardeo de la Estación del Norte de Valencia, realizado por aviones italianos en 1937.

A partir del corte en dos del territorio de la República y del inicio el 26 de abril de la ofensiva del Levante (en la que el ejército franquista avanzó hacia Valencia por la costa desde Vinaroz y por el interior desde Teruel), los bombardeos de la aviación "fascista" sobre los puertos y ciudades del Mediterráneo se intensificaron porque no sólo intervinieron en ellos como había sucedido fundamentalmente hasta entonces la Aviación Legionaria con base en Mallorca sino que también participaron la Legión Cóndor y la aviación "nacional", propiamente dicha. Esta "colaboración" permitió a los italianos centrarse más en los puertos buscando los buques mercantes que se encontraban en ellos, con el objetivo de colapsar el comercio marítimo mediterráneo, sin olvidar los aeródromos y los nudos de comunicación. Así durante la segunda quincena de abril y el mes de mayo fueron bombardeados en la retaguardia republicana catalana Reus, Salou, Tarragona, Gerona (hubo once muertos), Palamós, Rosas, Portbou (dos veces), Puigcerdá, Badalona (once muertos, entre ellos varios niños), la central eléctrica de Sant Adriá del Besós (atacada dos veces y hubo 11 obreros muertos) y Barcelona (que desde los bombardeos del 16 al 18 de marzo había pasado un mes relativamente tranquilo y que fue atacada el 30 de abril, sobre todo el puerto donde había varios barcos descargando, resultando muertas 40 personas; y que continuaron el día 12 de mayo, que fue el ataque más duro pues murieron más de 50 personas, y el 13, 14, 24, 28, 29, 30 y 31 de mayo). También fueron bombardeadas las poblaciones de la costa que se encontraban entre Vinaroz y Valencia: Nules, Oropesa (dos veces), Sagunto y su puerto (tres veces), Burriana, Benicarló, el puente del río Mijares cerca de Villareal y sobre todo Castellón que los días 4 y 5 de mayo sufrió unos durísimos bombardeos. También fue atacada la retaguardia valenciana: Algemesí, Benifayó, Silla, Alcira, y especialmente la ciudad de Valencia y su puerto (atacado los días 5, 7, 11, 20, 23, 28 y 30 de mayo, resultando seriamente dañado un mercante inglés y hundido otro) y la ciudad de Alicante (los días 13, 17, 18 y 23 de mayo) y su puerto (atacado los días 13, 17, 18, 23 y 25 de mayo).
En mayo de 1938 volvieron los bombardeos de terror por parte de la Aviación Legionaria italiana como los que se habían producido sobre Barcelona entre el 16 y el 18 de marzo. El primero fue el bombardeo del mercado central de Alicante del miércoles 25 de mayo, en el que murieron más de 300 personas. Alrededor de las 11’15 horas entre 7 y 9 aviones Savoia-Marchetti S.M.79 italianos del bando nacional, que habían despegado de Mallorca a las 8'10 de la mañana, lanzaron sobre el centro de la ciudad alrededor de 90 bombas, algunas de las cuales dieron en el Mercado Central, repleto de gente dada la hora de la mañana que era (y que no habían sonado las sirenas), por lo que la mortandad fue espantosa. La repercusión internacional del ataque fue enorme y el gobierno británico a petición del gobierno español de Juan Negrín nombró una comisión para que investigara los hechos. Su conclusión fue que el bombardeo de Alicante del 25 de mayo había sido "un ataque deliberado a una zona civil".

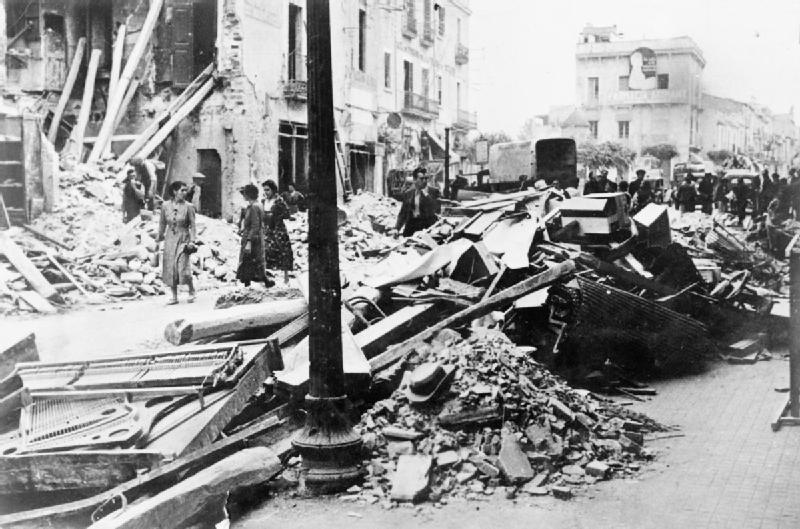
Destrucciones causadas por el bombardeo de Granollers. La fotografía fue tomada por Winifred Bates, miembro de la misión médica británica en la zona republicana.

El segundo bombardeo de terror tuvo lugar sólo seis días después. Fue el bombardeo de Granollers del 31 de mayo de 1938 en el que se produjo entre 209 y 224 muertos, muchos de ellos en el acto al explotar las bombas, la mayoría mujeres y niños (hubo unos 160 heridos). El número de víctimas fue tan elevado (y en su mayoría mujeres y niños) debido a la hora en que se produjo el ataque, las 9:05 de la mañana, y al hecho de que la localidad de Granollers hasta la fecha no había sido atacada por la aviación, por lo que la gente estaba realizando con toda normalidad sus actividades cotidianas a esa hora: llevar los niños al colegio, hacer la cola en el mercado para comprar alimentos, etc. Al parecer el objetivo de los aviones italianos era la central eléctrica de Granollers, aunque algunos historiadores piensan que el objetivo pudo ser también la población civil porque el volumen de bombas que lanzaron los cinco Savoia-Marchetti S.M.79 italianos (unas 80 bombas, la mitad de 100 kg.) era desproporcionado con respecto a los objetivos e implicaba necesariamente daños considerables en las poblaciones circundantes. Como en el caso de Alicante se produjo una oleada protestas a nivel internacional, especialmente en Francia y Gran Bretaña cuyos gobiernos presentaron sendas notas de protesta ante el gobierno de Burgos del "Generalísimo" Franco, y también del Vaticano que llegó a amenazar a Franco con que el nuevo nuncio no presentaría sus cartas credenciales si volvían los "bombardeos que causaran víctimas entre la población civil" (aunque finalmente el Vaticano no cumplió su amenaza a pesar de que continuaron los bombardeos de este tipo por parte del bando nacional).
En junio y julio de 1938 prosiguió la ofensiva del Levante sobre Valencia. Por eso continuaron los bombardeos sobre la retaguardia especialmente sobre los puertos de Valencia y de Alicante, hundiendo o dañando seriamente algunos de los barcos mercantes que allí se encontraban. El puerto de Alicante fue atacado en junio los días 1, 2, 3 (hundiendo el mercante inglés Penthanes London), 4 (incendiando el barco mercante Maryat, 6 (murieron 42 personas), 7 (hubo 8 muertos y 50 heridos), 9 (hubo doce muertos), 10 (catorce muertos y 22 heridos), 13, 15, 17, 21, 25 (también alcanzó la ciudad y causó 39 muertos y 60 heridos), 26, 27, y 28. Y en julio los días 14, 17 (dos muertos y cinco heridos), 19, 20 y 24.
El puerto de Valencia fue atacado en junio el 6, 7, 14, 15, 16, 17, 20, 21, 22 (fue hundido el mercante inglés Thorpeness y resultó seriamente averiado el buque francés Somnion), 25 y 27; y en julio el 10, la noche del 14 al 15, el 19 (siendo alcanzado el mercante inglés Stanland) y el 20. Los ataques al puerto de Valencia a partir del día 14 de junio fueron una orden expresa del "Generalísimo" Franco, orden que reiteró el 9 de julio.

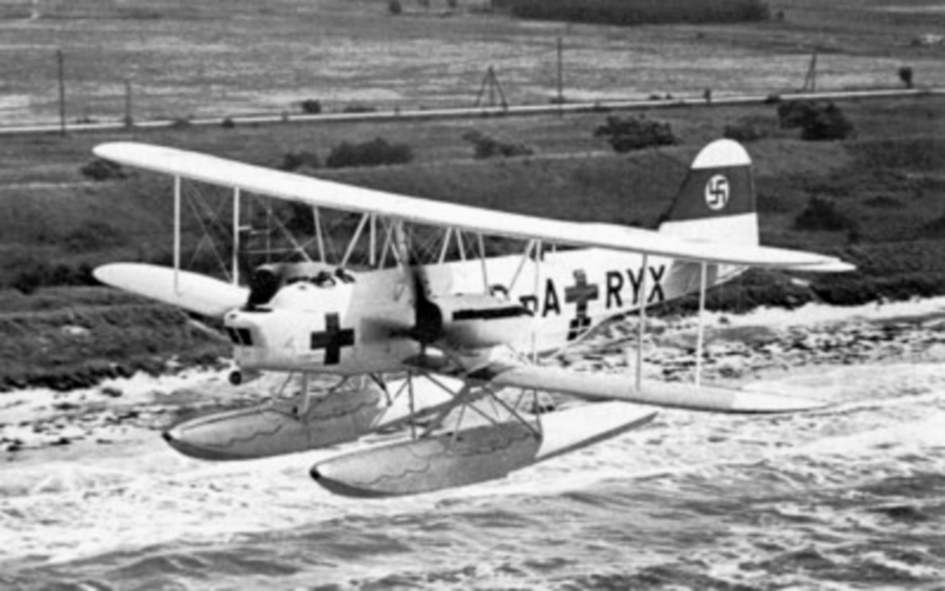
Hidroavión alemán He 59 como los que atacaron los puertos mediterráneos republicanos desde su base de Pollensa.

También fue atacado Castellón y su puerto antes de su toma por las tropas franquistas a mediados de junio. Fue bombardeado en la noche del 6 al 7, en la del 8 al 9 y en la del 9 al 10 de junio por hidroaviones He 59 de la Legión Cóndor (en el de la noche del 8 al 9 fue hundido el mercante inglés Isadora). También fueron atacados los puertos de Gandía (siete veces), Denia (siete veces; en el del 9 de junio fue hundido el mercante francés Brisbane), Villajoyosa (dos veces) y Sagunto (seis veces) . Asimismo fueron bombardeadas estaciones de ferrocarril y nudos de carreteras del interior: Algemesí (tres veces), Carcagente, Alcira.
El puerto y la ciudad de Cartagena fueron bombardeados el 12 de julio causando cerca de 50 muertos entre la población civil y más de 100 heridos (en cuanto al número de víctimas este fue el bombardeo más devastador que sufrió Cartagena en toda la guerra).
Cataluña también fue bombardeada en junio y julio mientras se desarrollaba la ofensiva del Levante hacia Valencia. El puerto de Barcelona fue bombardeado en junio el 3, 4, 6 (alcanzando varios barcos y los depósitos de Campsa, causando un enorme humareda que afectó a casi toda la ciudad), 15, 16, 19 y 22. El más grave fue este último pues las bombas cayeron en la ciudad, causando numerosas víctimas. Tarragona y su puerto sufrieron bombardeos el 3 (doce muertos, entre ellos tres mujeres, y 25 heridos), 6, 16 y 22 de junio y el 12 de julio. También fueron bombardeadas ciudades que no tenían puerto. Los ataques más duros fueron los que sufrieron el día 8 de junio la ciudad de Figueras (cuarenta muertos y unos cincuenta heridos, entre ellos pacientes, médicos y enfermeras del hospital militar que fue alcanzado por las bombas); el 29 de junio Blanes (hubo 9 muertos y 39 heridos), ataque que motivó una nota de protesta del embajador español en Londres ante el Foreign Office al considerar que la "nueva agresión de la aviación germano-italiana al servicio de los rebeldes" se había realizado sobre una población que no tenía "ningún objetivo de carácter militar"; y el 30 Badalona (65 muertos y 200 heridos graves). Badalona volvió a ser bombardeada los días 4, 5, 9 y 18 de julio, teniendo como objetivo la fábrica Cros pero afectando también a la ciudad (el ataque del día 5 causó 15 muertos y 25 heridos). El día 4 de julio fue bombardeada una fábrica de municiones en Gavá, causando 10 muertos y 25 heridos. El 19 de julio fue atacada Barcelona y una de las bombas cayó en la catedral, lo que tuvo una gran repercusión en la prensa internacional. El diario británico The Daily Telegraph reprodujo una foto a tres columnas bajo el título: "Air Raid Damage to Barcelona Cathedral!". El 24 de julio fue bombardeada Sant Feliu de Guíxols causando ocho muertos entre la población civil.

### Bombardeos republicanos en respuesta
Los bombardeos republicanos en respuesta sobre la retaguardia de la zona sublevada fueron muy escasos a partir de febrero de 1938. "En este hecho influyó, aparte de consideraciones políticas y militares, la debilidad de la aviación de bombardeo gubernamental". Mientras se producían las ofensivas de Aragón y del Levante, entre marzo y julio de 1938, sólo se registraron seis. El 3 de marzo, poco antes de iniciarse la ofensiva de Aragón, fue bombardeada Cariñena, causando dos muertos y varios heridos. El 2 de abril fue bombardeado Toledo, causando once muertos y 47 heridos. El 11 de abril de 1938, a punto de concluir la ofensiva de Aragón con la llegada de los sublevados al mar Mediterráneo por Vinaroz, fue bombardeada Horta de San Juan, causando cinco víctimas mortales, tres de ellas mujeres, el 15 de abril las afueras de Sort, causando la muerte de 4 hombre y 3 mujeres, y el 23 Serós, muriendo una mujer. El 30 de mayo Palma de Mallorca fue bombardeada por última vez por una escuadrilla de «Katiuskas», ocasionando un muerto y diez heridos y dañando un mercante. Durante los dos meses siguientes los parte de guerra del bando sublevado no mencionan ningún bombardeo sobre su retaguardia.

## Consecuencias
El 25 de julio las fuerzas republicanas lanzaban un ataque que daba comienzo a la Batalla del Ebro, comenzando la que iba a ser la mayor batalla de toda la guerra. El nuevo frente bélico paralizó las operaciones en la región valenciana y los esfuerzos de los bombarderos se dirigieron a la zona del Ebro y Tarragona.
No existe un consenso entre los historiadores sobre la cifra exacta de víctimas causadas por los bombardeos, pero sí que existe cierto acuerdo en considerar que fueron "varios miles" de personas las fallecidas a causa de ellos. Muchos de estos ataques a las localidades del litoral mediterráneo fueron realizados por la noche por hidroaviones He 59 alemanes cuyo impacto sobre la retaguardia republicana fue muy importante, tal como lo relata un piloto de la aviación republicana:

Aunque los bombardeos diurnos causaban daños, duraban pocos minutos y no desmoralizaban tanto a la población de retaguardia como la presencia continua, durante las noches, de unos cuantos hidroaviones que, procedentes de las bases de Mallorca, se dedicaban a recorrer el litoral en vuelo rasante durante horas y más horas, arrojando de cuando en cuando una bomba o ametrallando si se presentaba la ocasión. La gente, privada de su descanso, tenía los nervios destrozados y prorrumpía en invectivas contra la aviación republicana, cuyas dificultades ignoraba. Al volar de noche, sin radio para mantener contacto con los puntos de vigilancia, localizar a un enemigo que pasaba a ras de los tejados era empresa casi imposible, y los hidroaviones se paseaban por la costa como Pedro por su casa

No existe un estudio similar global, pero sí se han realizado investigaciones parciales sobre los muertos habidos en el conjunto de toda la guerra: Barcelona, con más de 2.500 muertos; Valencia, con cerca de 1.000 muertos y 3.000 heridos; Y otras ciudades con más de 200 víctimas mortales, como Alicante (500 muertos), Tarragona, Granollers, Figueras y Cartagena. En total, de enero a junio de 1938, la aviación legionaria italiana realizó 782 ataques aéreos en la costa mediterránea española controlada por los republicanos, lanzando 16.558 bombas. El objetivo de desmoralización se logró, y así lo comentaría el general Vicente Rojo desde el exilio cuando comparó que había sucedido en Madrid en noviembre de 1936 y lo que había pasado en Barcelona en enero de 1939:

¡Qué ambiente tan distinto! ¡Qué entusiasmo entonces! ¡Y qué decaimiento ahora! Barcelona cuarenta y ocho horas antes de la entrada del enemigo era una ciudad muerta... [Se] perdió lisa y llanamente porque no hubo voluntad de resistencia, ni en la población civil, ni en algunas tropas contaminadas por el ambiente